# 카페테리아

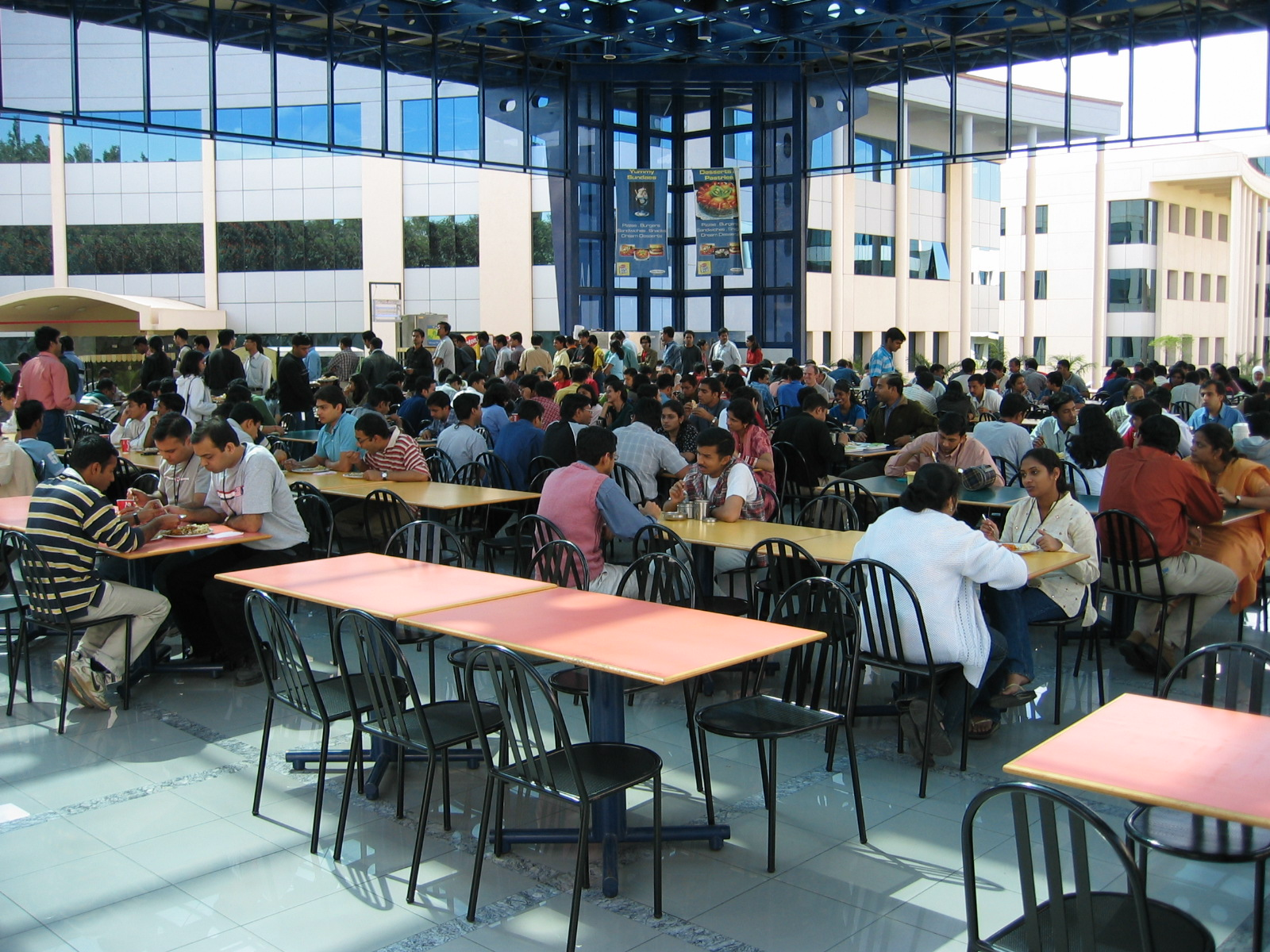
2003년 12월 인도 방갈로르의 한 기업 사무실 구내식당.

카페테리아(스페인어: cafetería, 영어: cafeteria, canteen 또는 dining facility, DFAC)는 셀프 서비스 식당이다.
미국과 캐나다 이외의 지역에서는 매점이라고도 불리는 카페테리아는 식당이든 대형 사무실 건물이나 학교와 같은 기관 내이든 관계없이 대기 직원 테이블 서비스가 거의 또는 전혀 없는 일종의 음식 제공 서비스이다. 학교 내의 카페테리아는 미국 영어에서 다이닝 홀(dining hall) 또는 런치룸(lunchroom)으로 부른다. 카페테리아는 커피하우스와 다르지만 영어 용어는 같은 의미를 지닌 스페인어 카페테리아(cafetería)에서 유래했다.
테이블 서비스 대신 줄을 서거나 임의의 보행 경로를 허용하는 음식 제공 카운터/가판대 또는 부스가 있다. 고객은 걸으면서 원하는 음식을 쟁반에 올려 놓는다. 또한 고객이 음식, 특히 뜨거운 상태로 제공되어야 하고 거의 기다리지 않고 즉시 준비할 수 있는 햄버거나 타코와 같은 항목을 주문하는 스테이션이 있는 경우가 있다. 아니면 후원자에게 번호를 부여하고 항목을 테이블로 가져온다. 음료수, 물 등과 같은 일부 식품 및 음료의 경우 고객이 빈 용기를 수거하고 체크아웃 시 결제하고 체크아웃 후 용기를 채운다. 무료 무제한 초 서빙은 종종 이 시스템에서 허용된다. 법적 목적(및 고객의 소비 패턴)을 위해 이 시스템은 미국에서 알코올 음료에 거의 사용되지 않는다.
고객은 입장료(뷔페에서와 같이)에 대해 고정 요금을 청구하거나 체크아웃 시 각 항목에 대해 지불한다. 일부 셀프 서비스 카페테리아는 고객의 접시에 있는 항목의 무게에 따라 비용을 청구한다. 대학에서는 일부 학생들이 한 학기 동안 한 번에 많은 돈을 지불하여 하루 세 끼 식사를 지불한다.
카페테리아에는 직원이 거의 필요하지 않기 때문에 더 큰 기관 내에서 해당 기관의 직원이나 고객에게 음식을 제공하는 경우가 많다. 예를 들어, 학교, 대학 및 기숙사, 백화점, 병원, 박물관, 예배당, 놀이 공원, 군사 기지, 감옥, 공장 및 사무실 건물에는 종종 카페테리아가 있다. 식당을 자체적으로 운영하는 기관도 있지만 외식업체에 식당을 위탁하거나 독립 사업자에게 공간을 임대해 외식시설을 운영하는 곳이 많다. 기관에 서비스를 제공하는 3대 식품 서비스 관리 회사는 아라마크(Aramark), 콤파스 그룹(Compass Group) 및 소덱소(Sodexo)이다.
한때 고급 카페테리아 스타일의 레스토랑이 미국 남부와 중서부 지역의 문화를 지배했다. 빅스포즈(Bickford's), 모리슨스 카페테리아(Morrison's Cafeteria), 피카딜리 카페테리아(Piccadilly Cafeteria), S&W 카페테리아(S&W Cafeteria), 애플 하우스(Apple House), 루비스(Luby's), K&W, 브리틀링(Britling), 와이어츠 카페테리아(Wyatt's Cafeteria), 블루 보어(Blue Boar) 등 수많은 저명한 체인점이 있었다. 현재 일리노이주에 위치한 슬로피 조스 런치룸(Sloppy Jo's Lunchroom)과 매니스(Manny's)라는 두 개의 중서부 체인점이 여전히 존재한다. 일반적으로 단일 도시 안팎에 위치한 여러 개의 작은 체인도 있었다. K&W를 제외한 이들 기관은 패스트푸드의 부상과 함께 1960년대에 쇠퇴했으며 1980년대에 무제한 먹을 수 있는 뷔페 및 기타 캐주얼 다이닝 시설의 부상으로 대부분 사라졌다. 몇 개의 체인점, 특히 루비스와 피카딜리 카페테리아(1998년에 모리슨의 체인점을 인수함)는 이전 체인점의 쇠퇴로 인해 남겨진 격차를 계속 메우고 있다. 인디애나폴리스를 중심으로 하는 MCL 카페테리아와 같은 소규모 중서부 체인 중 일부는 여전히 영업 중이다.

## 같이 보기
- 커피집
- 음식점
- 식당